# Ядовитый плющ (фильм, 1985)
«Ядовитый плющ» — американский кинофильм, романтическая комедия с Майклом Джей Фоксом в главной роли. Был снят для показа на телевидении и вышел на канале NBC 10 февраля 1985 года.

## Сюжет
Снова лето, и дети приезжают отовсюду в лагерь «Сосновый бор» в Клифтоне, штат Мэн (на самом деле снято в Джорджии). Деннис Бакстер — новый лагерный вожатый, ухаживающий за Рондой, новой медсестрой. Тимми — застенчивый ребёнок, неуверенный в себе, чуть что сразу убегающий. Тоди — ребёнок с лишним весом, который хочет стать профессиональным комиком. Брайен — поэт. Бобби — атлетично сложенный парень. Джерри — хвастливый, легко приспосабливающийся городской мальчик из Филадельфии. Управляет лагерем бесстрашный Большой Эрв.
Молодой и неопытный вожатый учится жить и любить в течение летней лагерной смены. Именно здесь он переживает свою первую любовь (к медсестре) и познает несколько горьких уроков в Цветных Войнах, традиционных для детских лагерей.

## В ролях
- Майкл Джей Фокс — Деннис Бакстер
- Нэнси Маккеон — Ронда Мэлоун
- Карен Кэй — Марго Клоппер
- Адам Болдуин — Айк Димик
- Роберт Клейн — Ирвин Клоппер
- Джо Райт — Джерри Дисбро
- Кэри Гуффи — Тимми Меззи